# Bataille de Valvasone
Première Coalition
Batailles
La bataille dite du Passage du Tagliamento ou bataille de Valvasone est une bataille de la 1re campagne d'Italie livrée le 16 mars 1797 dans le Frioul, en face de Valvasone.
Cette bataille oppose les troupes françaises de l'armée d'Italie commandées par Bonaparte et renforcées par la division Bernadotte arrivée fraîchement d'Alsace, à celles de l'empire d'Autriche sous les ordres de l'archiduc Charles.

## Prélude
Afin de contrer les Français à la suite de la chute de Mantoue, François Ier d'Autriche envoie Charles Louis d'Autriche, général éminent, avec l’élite de l’armée qu’il commande, à la rencontre des Français avec la lourde mission d’arrêter leur progression. Car Bonaparte se dirige rapidement vers Vienne (en effet l’avance française est rapide (voir la chronologie de la campagne d'Italie de 1796-1797)). Le col du Brenner est occupé par Joubert, celui de Tarvis par Masséna, tandis qu'au sud, Bonaparte s'approche du Tagliamento derrière lequel l'archiduc garde la route de Trieste.

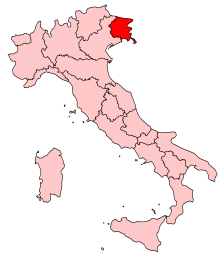
Région du Frioul.

## La bataille
Le 16 mars 1797, les forces autrichiennes, dont l'arrière-garde est retranchée sur la rive gauche du Tagliamento, se préparent à recevoir l’assaut.
Bonaparte est bloqué par le fleuve et les ponts sont inutilisables car aux mains des Autrichiens. Cependant, faute de pluies suffisantes, le niveau du fleuve est très bas et guéable à de nombreux endroits. Bonaparte tire profit de cette situation et ordonne au général Guieu de passer sur la droite de l’ennemi et Bernadotte sur la gauche.
Après quelques échanges de coups de feu, Bonaparte feint de suspendre l'attaque et fait mettre ses troupes au repos et dresser le camp. Les Autrichiens, persuadés que la bataille n'aura pas lieu, se rassurent et imitent les Français. Ceux-ci se jettent alors sur leurs armes et surprennent les Autrichiens par une attaque rapide en passant dans le lit du Tagliamento, protégés par l'artillerie. L’exécution de la manœuvre est très rapide et les Autrichiens sont incapables de repousser l’infanterie française qui les culbute.
Bernadotte pour motiver ses troupes crie « Soldats de Sambre-et-Meuse, l'armée d'Italie vous regarde ».
La ligne autrichienne est rompue. L'archiduc Charles envoie alors sa cavalerie contre-attaquer les hommes de Bernadotte, mais elle est rejetée par la cavalerie française commandée par Dugua et Kellermann qui est blessé de plusieurs coups de sabre dans la mêlée.

## Conséquences
Avec la prise du quartier général de l’archiduc, la défaite autrichienne est complète.
Profitant de la nuit, les Autrichiens se retirent dans la montagne environnante, puis sur Palmanova, abandonnant aux vainqueurs six canons et une partie de leurs bagages.
La route de Trevise à Udine et Palmanova, principale place de ravitaillement des Autrichiens, est ouverte aux Français.
Ce fait d’armes déconcerte l’archiduc Charles et force l’Autriche à signer les préliminaires d’un traité de paix.
S'ensuivent la prise de Gradisca (19 mars) et de Botzen (22 mars), le combat de Tarvis (24 mars), la prise de Trieste (24 mars)...